# Afrixalus weidholzi
Afrixalus weidholzi es una especie de anfibios de la familia Hyperoliidae.
Habita en Benín, Camerún, República del Congo, República Democrática del Congo, Costa de Marfil, Gambia, Ghana, Malí, Nigeria, Senegal, Sierra Leona y, posiblemente Burkina Faso, República Centroafricana, Chad, Guinea, Guinea-Bissau, Liberia, Sudán del Sur y Togo.
Su hábitat natural incluye sabanas secas, sabanas húmedas, marismas intermitentes de agua dulce, pastos, jardines rurales, estanques y canales y diques.
Está amenazada por la pérdida de su hábitat natural.